# Massa
Massa là một đô thị và thị xã của Ý. Đô thị này là tỉnh lỵ tỉnh Massa-Carrara trong vùng Toscana. Massa có diện tích 94,1 km2, dân số theo ước tính năm 2005 của Viện thống kê quốc gia Ý là 69.097 người. Thành phố nằm ở thung lũng sông Frigido, gần Alpi Apuane, 5 km so với biển Tyrrhenia.
Các đơn vị dân cư:
Đô thị Massa giáp với các đô thị: